# Loney, Dear
Emil Svanängen, plus connu sous le pseudonyme de Loney, Dear est un chanteur, auteur, compositeur et multi-instrumentiste suédois né le 29 mars 1979 à Jönköping.

## Biographie

### Les débuts
Vers la fin des années 1990, Emil Svanängen, pianiste dans un trio de jazz, a envie de se mettre à chanter (« Il est très difficile de toucher les gens quand tu joues de la musique instrumentale »). Il se met alors à écouter des albums de pop que ses amis lui prêtent - auparavant ses influences musicales étaient principalement orientées vers le jazz et le folk. Au début des années 2000, il forme un nouveau groupe avec des musiciens de Jazz rencontrés à son école de musique de l'époque.

### Premiers enregistrements auto-produits
En 2003, Emil enregistre lui-même son premier album, The Year Of River Fontana, au moyen d'un lecteur mini-disc et de son ordinateur personnel. Plusieurs albums sont ensuite enregistrés de la même manière. Emil les vend à son public par Internet et à l'issue de ses concerts mais aucun de ces albums ne possèdent encore de label.

### Signature chez Sub Pop
Tout va vraiment démarrer en 2006 pour Loney, Dear lorsqu'Emil et son groupe sont invités à se produire au festival South by Southwest aux États-Unis. Leur concert est un succès : les responsables du label Sub Pop en entendent parler, prennent contact avec Emil et décident ensemble de ressortir l'album Sologne.

## Discographie
- 2003 : The Year Of River Fontana
- 2004 : Citadel Band
- 2005 : Sologne
- 2005 : Loney, Noir
- 2009 : Dear John
- 2011 : Hall Music
- 2021 : A Lantern and a Bell

(Les albums Sologne et Loney, Noir ne sont sortis en France qu'en 2007)

## Collaborations
- 2006 : Let Me Introduce My Friends de I'm From Barcelona (il chante sur le titre This Boy et joue aussi quelques parties de basse et de batterie sur l'album)

## Anecdotes
- « Dans certains festivals, on apparaissait dans le programme comme deux groupes différents, "Loney" et "Dear"! » (phrase d'Emil Svanängen concernant la virgule incluse dans "Loney, Dear" et sur les conséquences de celle-ci)
- La maison que l'on voit sur la pochette de l'album Sologne est celle des grands-parents d'Emil Svanängen.